# Harun Erdenay
Harun Erdenay (1968.) je bivši turski košarkaš i državni reprezentativac, danas košarkaški trener. Igrao je na mjestu beka. Visine je 192 cm. Igrao je u Euroligi sezone 1998./99. za turski Ülkerspor iz Istanbula. 
Suprug je poznata bugarske košarkašice Gergene Baranzove koja je igrala u WNBA.